# Лоренцо Музетті
Лоренцо Музетті (італ. Lorenzo Musetti) — італійський тенісист, бронзовий медаліст Паризької олімпіади.
Станом на серпень 2024 року найбільшим досягненням Музетті в мейджорах був вихід у півфінал Вімблдону 2024.

## Значні фінали

### Матчі за олімпійські медалі

#### Одиночний розряд: 1 бронзова медаль
| Результат | Рік  | Турнір                        | Поверхня | Супротивник         | Рахунок       |
| --------- | ---- | ----------------------------- | -------- | ------------------- | ------------- |
| Бронза    | 2024 | Літні Олімпійські ігри, Париж | Грунт    | Фелікс Оже-Аліассім | 6–4, 1–6, 6–3 |

## Фінали турнірів Туру ATP

### Одиночний розряд: 6 (2 титули)
| Легенда                         |
| ------------------------------- |
| = Турніри Великого шолома (0–0) |
| ATP Finals (0–0)                |
| ATP Masters 1000 (0–1)          |
| ATP 500 (1–1)                   |
| ATP 250 (1–2)                   |

| За поверхнею |
| ------------ |
| Хард (1–1)   |
| Грунт (1–2)  |
| Трава (0–1)  |

| Фінали за умовами |
| ----------------- |
| Під небом (2–4)   |
| В залі (0–0)      |

| Результат | В–П | Дата     | Турнір                                            | Статус   | Поверхня | Супротивник         | Рахунок            |
| --------- | --- | -------- | ------------------------------------------------- | -------- | -------- | ------------------- | ------------------ |
| Перемога  | 1–0 | Лип 2022 | Hamburg European Open, Німеччина                  | ATP 500  | Грунт    | Карлос Алькарас     | 6–4, 6–7(6–8), 6–4 |
| Перемога  | 2–0 | Жов 2022 | Tennis Napoli Cup, Італія                         | ATP 250  | Хард     | Маттео Берреттіні   | 7–6(7–5), 6–2      |
| Поразка   | 2–1 | Чер 2024 | Queen's Club Championships, Сполучене Королівство | ATP 500  | Трава    | Томмі Пол           | 1–6, 6–7(8–10)     |
| Поразка   | 2–2 | Лип 2024 | Croatia Open, Хорватія                            | ATP 250  | Грунт    | Франциско Черундоло | 6–2, 4–6, 6–7(5–7) |
| Поразка   | 2–3 | 2024     | Chengdu Open                                      | ATP 250  | Хард     | Shang Juncheng      | 7–6(7–4), 6–1      |
| Поразка   | 2–4 | Кві 2025 | Monte-Carlo Masters                               | ATP 1000 | Ґрунт    | Карлос Алькарас     | 3–6, 6–1, 6–0      |

### Парний розряд:  2 (0-2)
| Легенда                         |
| ------------------------------- |
| = Турніри Великого шолома (0–0) |
| ATP Finals (0–0)                |
| ATP Masters 1000 (0–1)          |
| ATP 500 (0–0)                   |
| ATP 250 (0–1)                   |

| За поверхнею |
| ------------ |
| Хард (0–2)   |
| Грунт (0–0)  |
| Трава (0–0)  |

| Фінали за умовами |
| ----------------- |
| Під небом (0–2)   |
| В залі (0–0)      |

| Результат | В–П | Дата     | Турнір                  | Статус   | Поверхня | Партнер        | Супротивники             | Рахунок               |
| --------- | --- | -------- | ----------------------- | -------- | -------- | -------------- | ------------------------ | --------------------- |
| Поразка   | 0–1 | Лют 2024 | Qatar Open, Qatar       | ATP 250  | Хард     | Лоренцо Сонего | Джеймі Маррі Майкл Вінус | 6–7(0–7), 6–2, [8–10] |
| Поразка   | 0–2 | Сер 2025 | Мастерс Цинциннаті, США | ATP 1000 | Тверде   | Лоренцо Сонего | Нікола Мектич Ражів Рам  | 4–6, 6–3, [10–5]      |